# Hephthalieten

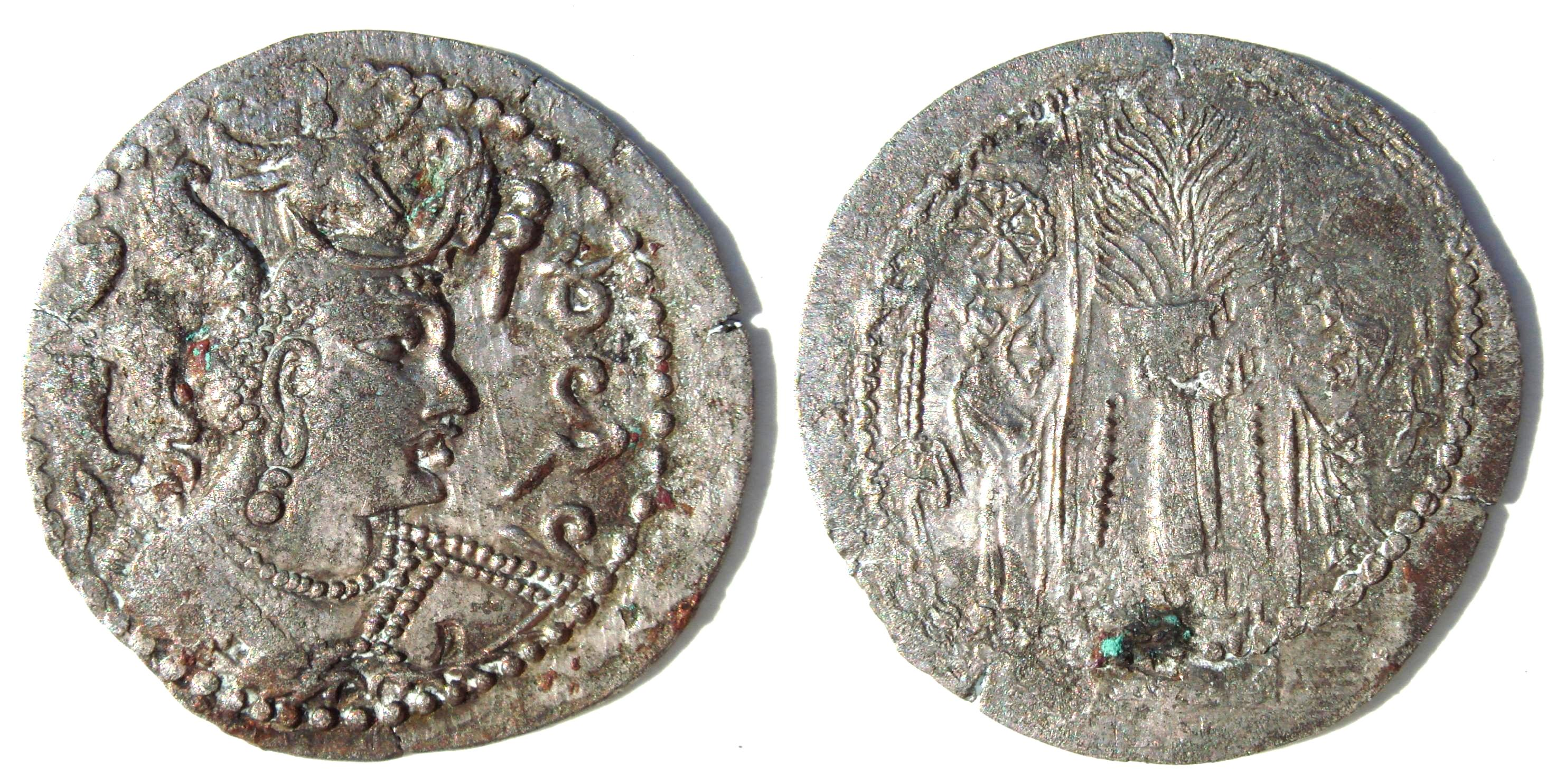
Zilveren drachme (6e eeuw) van de Hephtalieten. De voorzijde toont het portret van de koning met een ingewikkelde kroon, waar onder meer een maansikkel en een runderkop in te herkennen zijn. Op de keerzijde staat een aan de Sasanidische muntslag ontleend vuuraltaar met priesters.

De Hephthalieten (Grieks: Ephthalitai; Middenperzisch: Heftal; Arabisch: Haital; Chinees: Yeda, 嚈噠) vormden een volk van onduidelijke, waarschijnlijk Turks afkomst, dat van 425 tot ongeveer 560 in Centraal-Azië heerste.

## Naam en oorsprong
In de Chinese kronieken worden de Hephthalieten tot de Yuezhi, een waarschijnlijk Skythische stam, of ook tot de Kangju (Sogden) gerekend. Ook worden ze met de Xiongnu en de Tiele in verband gebracht.
De Chinese kroniekschrijver Song Yun schrijft in de Liang-shu dat de Hephthalieten oorspronkelijk als vazallen van de Rouran uit Dzjoengarije kwamen.
Mogelijk betreft het slechts de naam van de leidende dynastie, waarbij de bevolking uit Indo-Europese en Turkse of Mongoolse nomadische elementen samengesteld was.
Een vooral in Griekse bronnen veel voorkomende alternatieve benaming is Witte Hunnen, hoewel zij met de rond het jaar 375 oprukkende Europese Hunnen volgens het moderne onderzoek niet direct gerelateerd zijn. Hoewel de benaming "wit" vaak uitgelegd wordt als betrekking hebbend op de huidskleur van de Hephthalieten, is dit allerminst zeker en kan hier ook een clanbetekenis zoals de "witte horde" hebben. De Indiërs gebruikten ook de term Sveta Hunas, maar hier is het niet helemaal zeker of de Hephthalieten of andere, al of niet verwante opvolgers werden bedoeld.
De laat-Romeinse historicus Procopius noemt de Hephtalieten ongeveer 550 AD als deel van de "Hunnen".

## Geschiedenis

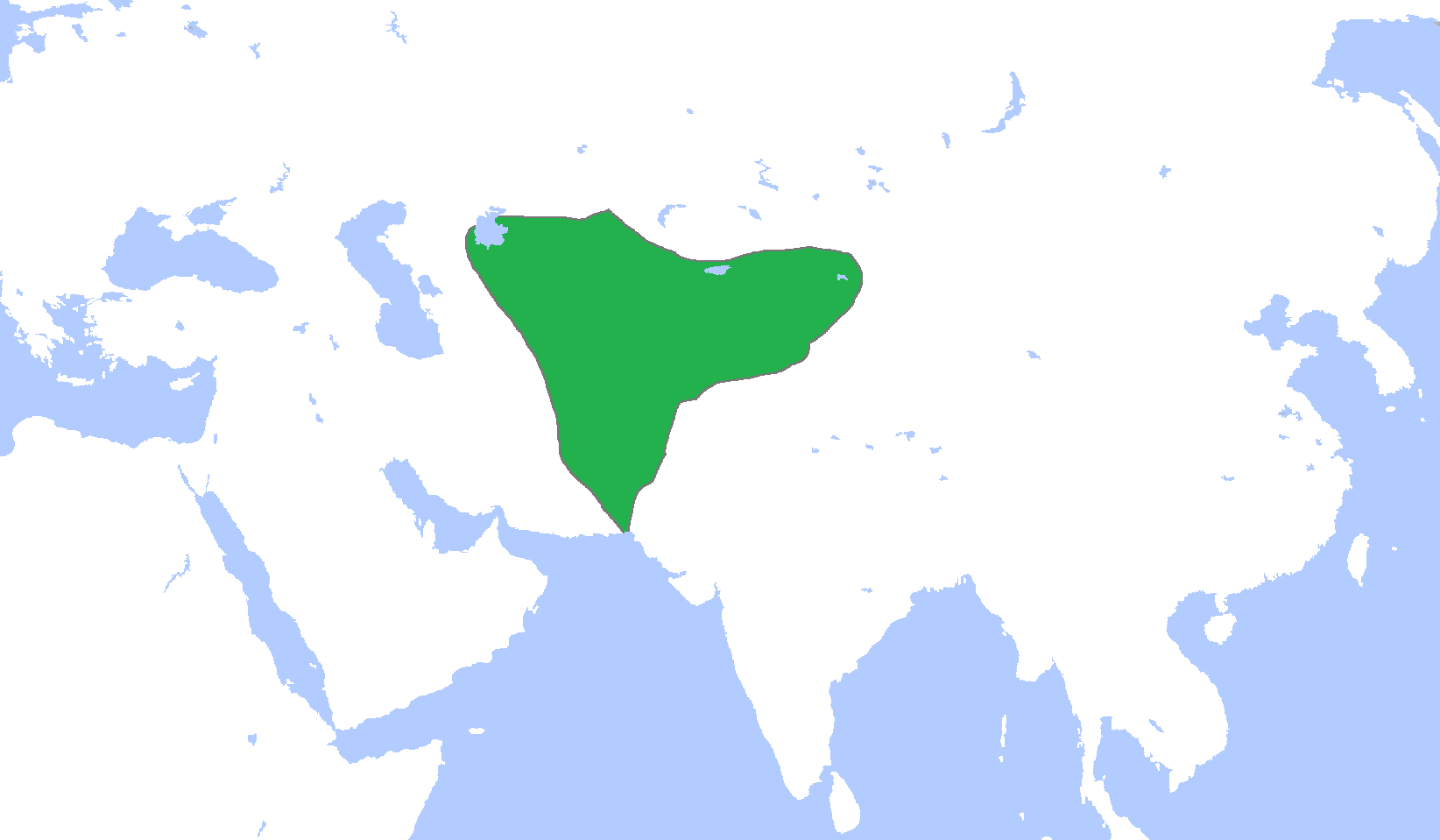
Het Hephthalietenrijk omstreeks 500 AD

De Hephthalieten manifesteerden zich in de 5e eeuw als een nieuwe invasiegolf in het noordoosten van het Sassanidenrijk. Ze werden door Bahram V verslagen en hun leider gevangengenomen. In 457 werden ze te hulp geroepen door de Sassanidische koning Peroz, die in 459 na een opstand zijn troon wist te heroveren met de hulp van deze bondgenoot. Later brak er onenigheid uit tussen beide volkeren, en begonnen zij elkaar te bevechten. Peroz werd gevangengenomen en moest een groot losgeld betalen om vrij te komen: dertig muilezellasten aan zilveren drachmen. Door deze influx van zo'n 450.000 drachmen werd de eigen muntslag van de Hephthaliten voortaan getekend.
Na ongeveer 470 namen de Hephthalieten de heerschappij over van de Kidarieten, een vergelijkbaar volk, en daarna mogelijk ook van de Varchonieten of Avaren. Het centrum van hun rijk zou de stad Gorgan geweest zijn, in Iran, niet ver van de Kaspische Zee. In 484 versloegen ze Peroz, die daarbij de dood vond. Van toen af moesten de Perzen een vernederende jaarlijkse schatting betalen aan hun voormalige broeders. Peroz' erfgenaam Kavad I wist vier jaar later de troon te heroveren met hulp van de Hephthalieten, en na een coup hielpen ze hem opnieuw in 500.

### De "Hunas" in India
Na de onderwerping van de Kidarieten verschoof in de 6de eeuw de belangstelling van een aantal Hephthalietenstammen naar India. De relatie tussen de Hephthalieten in Transoxanië en die in Bactrië, die met de invasie van Noord-India in verband werden gebracht, is echter niet duidelijk. De Indische bronnen maken geen onderscheid tussen de Hephthalieten en de Kidarieten, beide volkeren worden eenvoudigweg aangeduid als Hunas.
Deze "Hunas" vielen in de 5e eeuw het Guptarijk in het noorden van India aan, maar werden in eerste instantie door Kumaragupta I verdreven. Onder Toramana veroverden de Hephthalieten in 510 de stad Eran (Madhya Pradesh). Kroonprins Bhanugupta werd verslagen, zijn generaal Goparaja sneuvelde. Bhanugupta trok zich terug in Bengalen.
Na Toramana's plotselinge dood in Benares werd hij in 515 door zijn zoon Mihirakula opgevolgd. Deze regeerde een imperium hier tussen Perzië, Hotan in Centraal-Azië en waarschijnlijk een deel van de Gangesvlakte, met als hoofdstad Sakala. In 528 leed Mihirakula een nederlaag tegen de Indiase vorst Yashodharman van Malwa en viel voor korte tijd in gevangenschap van de Gupta. Na deze tegenslagen moest hij zich in Kashmir terugtrekken, waar hij een paar jaar later stierf. De laatste Indiase Hephthalietenheerser lijkt voor 600 AD gestorven te zijn. Hoe de latere heersers van het Hepthalietenrijk precies heetten is niet bekend. Het woord 'Napki' dat in die periode op munten voorkomt, is wellicht deel van de naam, of misschien van de eretitel van verschillende koningen.

### De ondergang van de Hephthalieten
Het Hephthalietenrijk in Transoxanië werd 557-561 door een bondgenootschap tussen de Göktürken en de Sassaniden vernietigd. De beslissende slag van Boechara in 560 duurde acht dagen. Restanten van de Hephthalieten hielden zich nog tientallen jaren in het noordelijke Indiase grensgebied op, waar ze geleidelijk geassimileerd werden. Veel overlevenden en hun stammen vluchtten over de Hindu Kush in wat nu Pakistan is, waar ze in de 7e eeuw genoemd worden als deel van een grotere groep nomaden.